# Refúgio Pe. Balduino Rambo
O Refúgio Pe. Balduíno Rambo foi um acampamento brasileiro de verão na Antártida, nomeado em homenagem ao religioso, professor, jornalista, escritor, botânico e geógrafo brasileiro Balduíno Rambo. Construído no verão de 1985, localizado na Ilha Rei George, Ilhas Shetland do Sul, Antártida, dependia tanto logisticamente e administrativamente da Estação Comandante Ferraz, foi desmantelado em 2004.
O refúgio, podia acomodar até seis pesquisadores por até 40 dias.

## Refúgios
Próximo a estação estão localizadas várias pequenas estruturas que dependem administrativamente e logisticamente da base principal:
- Refúgio Astrônomo Cruls.
- Refúgio Emílio Goeldi.
- Refúgio Engenheiro Wiltgen (desativado).
- Refúgio Pe. Balduino Rambo (desativado).